# الاتحاد الأممي للأحزاب الاشتراكية
الاتحاد الأممي للأحزاب الاشتراكية (بالإنكليزية: The International Working Union of Socialist Parties). عرف أيضاً بأسم أممية فيينا أو الأممية الثانية والنصف. كان منظمة سياسية دولية تعنى بالتعاون بين الأحزاب الاشتراكية.
تأسس الاتحاد في 27 فبراير من عام 1921 في مؤتمر فيينا, عاصمة النمسا, بعضوية عشرة أحزاب، بما في ذلك الحزب الديمقراطي الاشتراكي المستقل الألماني، القسم الفرنسي من الأممية العمالية، حزب العمال المستقل البريطاني، الحزب الديمقراطي الاشتراكي السويسري, حزب العمال الديمقراطي الاشتراكي النمساوي, و اتحاد الأحزاب الاشتراكية الرومانية. في نيسان عام 1921, أنضم حزب العمال الاشتراكي الإسباني و الجناح الرديكالي من الحزب الاشتراكي الإيطالي إلى الأممية.

## الأعضاء
كان فريدريش أدلر، عضو حزب العمال الديمقراطي الاشتراكي النمساوي، سكرتير أممية فيينا.
و من الأعضاء البارزين كان: أوتو باور، و يوليوس مارتوف.
كانت الأممية متأثر بشدة بتيار الماركسية النمساوية.
كانت الأممية تصدر نشرة (أخبار الاتحاد الأممي للأحزاب الاشتراكية).

## الإيديولوجيا
كان مؤسسو أممية فيينا لا يرون البديل في الأممية الثانية الإصلاحية ولا في الأممية الشيوعية (الكومنترن) الموالية لموسكو.
انتقدت أممية فيينا ما سمته «دوغمائية» الأمميتين الأخريتين لعدم إيلائهما اهتماماً مناسباً بخصوصيات الأوضاع السياسية المختلفة لكل بلد.
سعت أممية فيينا إلى توحيد الأممية الثانية والثالثة. فمن 2 إلى 5 أبريل من عام 1922, عقد اجتماع في برلين ضم وفوداً من الأمميات الثلاث لبحث إمكانية الاندماج، هذا الذي لم يتحقق بعد أن سحب الكومنترن وفده.

## حل أممية فيينا
في 24 سبتمبر 1922, اتحد الحزب الديمقراطي الاشتراكي المستقل الألماني، أحد أهم مكونات أممية فيينا، مع الحزب الديمقراطي الاشتراكي الألماني, العضو في الأممية الثانية. و بسبب موقف الكومنترن المتصلب، اتحدت أممية فيينا مع الأممية الثانية بعد مؤتمر مشترك في هامبورغ عام 1923, ألمانيا، لتشكل الأممية العمالية والاشتراكية. بعض أحزاب أممية فيينا، كاتحاد الأحزاب الاشتراكية الرومانية، رفض الانضمام إلى الأممية الجديدة.
في ثلاثينيات القرن المنصرم، بذلت جهود مماثلة لتشكيل منظمة أممية تقف موقفاً وسط ما بين إصلاحية أممية هامبورغ و ستالينية الكومنترن، كما هو الحال في «مكتب لندن» (أو ما عرف بالأممية الثالثة والنصف) الذي شارك به معظم الأحزاب التي شاركت بأممية فيينا.